# 4636 Chile
4636 Chile (1988 CJ5) là một tiểu hành tinh vành đai chính được phát hiện ngày 13 tháng 2 năm 1988 bởi Elst, E. W. ở La Silla.